# ISO 3166-1 alpha-2
Il codice ISO 3166-1 alpha-2 è la parte più conosciuta dello standard ISO 3166-1 ed è utilizzato per indicare i luoghi.

## Usi e applicazioni
A partire dagli anni ottanta/novanta i codici a due lettere sono utilizzati nei domini Internet, dove sono usati per formare il codice nazione del dominio di alto livello (TLD). Una eccezione è il Regno Unito, dove l'ICANN non segue lo standard ISO 3166-1 e usa .uk invece di .gb.
Le due lettere del codice ISO 3166-1 compongono le prime due lettere dei codici standard ISO 4217 per le valute.
Sono usati anche nei numeri di identificazione dei valori mobiliari (ISO 6166), nell'ISO 9375, nello standard ISO/IEC 7501-1 per i documenti di viaggio leggibili da macchine, nell'UN/LOCODE (per la codifica dei nomi di porti e aeroporti, ecc.), e nello standard WIPO ST.3 (per codificare la nazione che richiede un brevetto).
I cambi all'ISO 3166-1 alpha-2 sono tracciati dall'ISO 3166-3. 
Se un codice nazionale non si trova nella lista, è probabilmente obsoleto: in questo caso, si può trovare nella lista dei codici riservati o obsoleti.

## Codici attuali

### Lista dei codici assegnati ufficialmente
La seguente è una lista completa dei 249 codici ufficiali a due lettere dello standard ISO 3166-1 alpha-2.
| #   | Codice | Stato                                            | Note |
| --- | ------ | ------------------------------------------------ | --- |
| 1   | AD     | Andorra                                          | |
| 2   | AE     | Emirati Arabi Uniti                              | |
| 3   | AF     | Afghanistan                                      | |
| 4   | AG     | Antigua e Barbuda                                | |
| 5   | AI     | Anguilla                                         | Questo codice in precedenza identificava il Territorio francese degli Afar e degli Issa, divenuto Gibuti dopo l'indipendenza dalla Francia |
| 6   | AL     | Albania                                          | |
| 7   | AM     | Armenia                                          | |
| 8   | AO     | Angola                                           | |
| 9   | AQ     | Antartide                                        | Comprende tutti i territori posti a sud dei 60°S di latitudine                                                                             |
| 10  | AR     | Argentina                                        | |
| 11  | AS     | Samoa Americane                                  | |
| 12  | AT     | Austria                                          | |
| 13  | AU     | Australia                                        | Sono comprese le Isole Ashmore e Cartier e le isole del Mar dei Coralli                                                                    |
| 14  | AW     | Aruba                                            | |
| 15  | AX     | Isole Åland                                      | |
| 16  | AZ     | Azerbaigian                                      | |
| 17  | BA     | Bosnia ed Erzegovina                             | |
| 18  | BB     | Barbados                                         | |
| 19  | BD     | Bangladesh                                       | |
| 20  | BE     | Belgio                                           | |
| 21  | BF     | Burkina Faso                                     | |
| 22  | BG     | Bulgaria                                         | |
| 23  | BH     | Bahrein                                          | |
| 24  | BI     | Burundi                                          | |
| 25  | BJ     | Benin                                            | |
| 26  | BL     | Saint-Barthélemy                                 | |
| 27  | BM     | Bermuda                                          | |
| 28  | BN     | Brunei                                           | |
| 29  | BO     | Bolivia                                          | |
| 30  | BQ     | Paesi Bassi caraibici (Isole BES)                | Comprende Bonaire, Sint Eustatius e Saba, precedentemente parte delle Antille Olandesi (AN)                                                |
| 31  | BR     | Brasile                                          | |
| 32  | BS     | Bahamas                                          | |
| 33  | BT     | Bhutan                                           | |
| 34  | BV     | Isola Bouvet                                     | |
| 35  | BW     | Botswana                                         | |
| 36  | BY     | Bielorussia                                      | |
| 37  | BZ     | Belize                                           | |
| 38  | CA     | Canada                                           | |
| 39  | CC     | Isole Cocos (Keeling)                            | |
| 40  | CD     | Repubblica Democratica del Congo                 | Già Zaire dal 1971 al 1997 |
| 41  | CF     | Repubblica Centrafricana                         | |
| 42  | CG     | Repubblica del Congo                             | |
| 43  | CH     | Svizzera                                         | |
| 44  | CI     | Costa d'Avorio                                   | |
| 45  | CK     | Isole Cook                                       | |
| 46  | CL     | Cile                                             | |
| 47  | CM     | Camerun                                          | |
| 48  | CN     | Cina                                             | Repubblica Popolare Cinese |
| 49  | CO     | Colombia                                         | |
| 50  | CR     | Costa Rica                                       | |
| 51  | CU     | Cuba                                             | |
| 52  | CV     | Capo Verde                                       | |
| 53  | CW     | Curaçao                                          | Precedentemente parte delle Antille Olandesi (AN)                                                                                          |
| 54  | CX     | Isola di Natale                                  | |
| 55  | CY     | Cipro                                            | |
| 56  | CZ     | Repubblica Ceca                                  | |
| 57  | DE     | Germania                                         | |
| 58  | DJ     | Gibuti                                           | |
| 59  | DK     | Danimarca                                        | |
| 60  | DM     | Dominica                                         | |
| 61  | DO     | Repubblica Dominicana                            | |
| 62  | DZ     | Algeria                                          | |
| 63  | EC     | Ecuador                                          | |
| 64  | EE     | Estonia                                          | |
| 65  | EG     | Egitto                                           | |
| 66  | EH     | Sahara Occidentale                               | Già Sahara spagnolo |
| 67  | ER     | Eritrea                                          | |
| 68  | ES     | Spagna                                           | |
| 69  | ET     | Etiopia                                          | |
| 70  | FI     | Finlandia                                        | |
| 71  | FJ     | Figi                                             | |
| 72  | FK     | Isole Falkland                                   | |
| 73  | FM     | Stati Federati di Micronesia                     | |
| 74  | FO     | Fær Øer                                          | |
| 75  | FR     | Francia                                          | |
| 76  | GA     | Gabon                                            | |
| 77  | GB     | Regno Unito                                      | Sono escluse l'Isola di Man e le isole del Canale                                                                                          |
| 78  | GD     | Grenada                                          | |
| 79  | GE     | Georgia                                          | Questo codice in precedenza identificava le isole Gilbert ed Ellice                                                                        |
| 80  | GF     | Guyana francese                                  | |
| 81  | GG     | Guernsey                                         | |
| 82  | GH     | Ghana                                            | |
| 83  | GI     | Gibilterra                                       | |
| 84  | GL     | Groenlandia                                      | |
| 85  | GM     | Gambia                                           | |
| 86  | GN     | Guinea                                           | |
| 87  | GP     | Guadalupa                                        | |
| 88  | GQ     | Guinea Equatoriale                               | |
| 89  | GR     | Grecia                                           | |
| 90  | GS     | Georgia del Sud e Isole Sandwich Australi        | |
| 91  | GT     | Guatemala                                        | |
| 92  | GU     | Guam                                             | |
| 93  | GW     | Guinea-Bissau                                    | |
| 94  | GY     | Guyana                                           | |
| 95  | HK     | Hong Kong                                        | |
| 96  | HM     | Isole Heard e McDonald                           | |
| 97  | HN     | Honduras                                         | |
| 98  | HR     | Croazia                                          | |
| 99  | HT     | Haiti                                            | |
| 100 | HU     | Ungheria                                         | |
| 101 | ID     | Indonesia                                        | |
| 102 | IE     | Irlanda                                          | |
| 103 | IL     | Israele                                          | |
| 104 | IM     | Isola di Man                                     | |
| 105 | IN     | India                                            | |
| 106 | IO     | Territorio britannico dell'Oceano Indiano        | Comprende Diego Garcia |
| 107 | IQ     | Iraq                                             | |
| 108 | IR     | Iran                                             | |
| 109 | IS     | Islanda                                          | |
| 110 | IT     | Italia                                           | |
| 111 | JE     | Isola di Jersey                                  | |
| 112 | JM     | Giamaica                                         | |
| 113 | JO     | Giordania                                        | |
| 114 | JP     | Giappone                                         | |
| 115 | KE     | Kenya                                            | |
| 116 | KG     | Kirghizistan                                     | |
| 117 | KH     | Cambogia                                         | |
| 118 | KI     | Kiribati                                         | |
| 119 | KM     | Comore                                           | |
| 120 | KN     | Saint Kitts e Nevis                              | |
| 121 | KP     | Corea del Nord                                   | |
| 122 | KR     | Corea del Sud                                    | |
| 123 | KW     | Kuwait                                           | |
| 124 | KY     | Isole Cayman                                     | |
| 125 | KZ     | Kazakistan                                       | |
| 126 | LA     | Laos                                             | |
| 127 | LB     | Libano                                           | |
| 128 | LC     | Saint Lucia                                      | |
| 129 | LI     | Liechtenstein                                    | |
| 130 | LK     | Sri Lanka                                        | |
| 131 | LR     | Liberia                                          | |
| 132 | LS     | Lesotho                                          | |
| 133 | LT     | Lituania                                         | |
| 134 | LU     | Lussemburgo                                      | |
| 135 | LV     | Lettonia                                         | |
| 136 | LY     | Libia                                            | |
| 137 | MA     | Marocco                                          | |
| 138 | MC     | Principato di Monaco                             | |
| 139 | MD     | Moldavia                                         | |
| 140 | ME     | Montenegro                                       | |
| 141 | MF     | Saint-Martin                                     | |
| 142 | MG     | Madagascar                                       | |
| 143 | MH     | Isole Marshall                                   | |
| 144 | MK     | Macedonia del Nord                               | |
| 145 | ML     | Mali                                             | |
| 146 | MM     | Birmania                                         | Il codice deriva dal nome ufficiale del Paese, Myanmar                                                                                     |
| 147 | MN     | Mongolia                                         | |
| 148 | MO     | Macao                                            | |
| 149 | MP     | Isole Marianne Settentrionali                    | |
| 150 | MQ     | Martinica                                        | |
| 151 | MR     | Mauritania                                       | |
| 152 | MS     | Montserrat                                       | |
| 153 | MT     | Malta                                            | |
| 154 | MU     | Mauritius                                        | |
| 155 | MV     | Maldive                                          | |
| 156 | MW     | Malawi                                           | |
| 157 | MX     | Messico                                          | |
| 158 | MY     | Malaysia                                         | |
| 159 | MZ     | Mozambico                                        | |
| 160 | NA     | Namibia                                          | |
| 161 | NC     | Nuova Caledonia                                  | |
| 162 | NE     | Niger                                            | |
| 163 | NF     | Isola Norfolk                                    | |
| 164 | NG     | Nigeria                                          | |
| 165 | NI     | Nicaragua                                        | |
| 166 | NL     | Paesi Bassi                                      | |
| 167 | NO     | Norvegia                                         | |
| 168 | NP     | Nepal                                            | |
| 169 | NR     | Nauru                                            | |
| 170 | NU     | Niue                                             | |
| 171 | NZ     | Nuova Zelanda                                    | |
| 172 | OM     | Oman                                             | |
| 173 | PA     | Panama                                           | |
| 174 | PE     | Perù                                             | |
| 175 | PF     | Polinesia francese                               | Comprende l'atollo di Clipperton |
| 176 | PG     | Papua Nuova Guinea                               | |
| 177 | PH     | Filippine                                        | |
| 178 | PK     | Pakistan                                         | |
| 179 | PL     | Polonia                                          | |
| 180 | PM     | Saint-Pierre e Miquelon                          | |
| 181 | PN     | Isole Pitcairn                                   | |
| 182 | PR     | Porto Rico                                       | |
| 183 | PS     | Stato di Palestina                               | |
| 184 | PT     | Portogallo                                       | |
| 185 | PW     | Palau                                            | |
| 186 | PY     | Paraguay                                         | |
| 187 | QA     | Qatar                                            | |
| 188 | RE     | La Riunione                                      | |
| 189 | RO     | Romania                                          | |
| 190 | RS     | Serbia                                           | |
| 191 | RU     | Russia                                           | |
| 192 | RW     | Ruanda                                           | |
| 193 | SA     | Arabia Saudita                                   | |
| 194 | SB     | Isole Salomone                                   | |
| 195 | SC     | Seychelles                                       | |
| 196 | SD     | Sudan                                            | |
| 197 | SE     | Svezia                                           | |
| 198 | SG     | Singapore                                        | |
| 199 | SH     | Sant'Elena, Ascensione e Tristan da Cunha        | |
| 200 | SI     | Slovenia                                         | |
| 201 | SJ     | Svalbard e Jan Mayen                             | |
| 202 | SK     | Slovacchia                                       | SK precedentemente identificava il Sikkim                                                                                                  |
| 203 | SL     | Sierra Leone                                     | |
| 204 | SM     | San Marino                                       | |
| 205 | SN     | Senegal                                          | |
| 206 | SO     | Somalia                                          | |
| 207 | SR     | Suriname                                         | |
| 208 | SS     | Sudan del Sud                                    | |
| 209 | ST     | São Tomé e Príncipe                              | |
| 210 | SV     | El Salvador                                      | |
| 211 | SX     | Sint Maarten                                     | Precedentemente parte delle Antille Olandesi (AN)                                                                                          |
| 212 | SY     | Siria                                            | |
| 213 | SZ     | eSwatini                                         | Precedentemente Swaziland (2018) |
| 214 | TC     | Isole Turks e Caicos                             | |
| 215 | TD     | Ciad                                             | |
| 216 | TF     | Terre australi e antartiche francesi             | |
| 217 | TG     | Togo                                             | |
| 218 | TH     | Thailandia                                       | |
| 219 | TJ     | Tagikistan                                       | |
| 220 | TK     | Tokelau                                          | |
| 221 | TL     | Timor Est                                        | Inizialmente era assegnato il codice TP, iniziali di Timor portoghese                                                                      |
| 222 | TM     | Turkmenistan                                     | |
| 223 | TN     | Tunisia                                          | |
| 224 | TO     | Tonga                                            | |
| 225 | TR     | Turchia                                          | |
| 226 | TT     | Trinidad e Tobago                                | |
| 227 | TV     | Tuvalu                                           | |
| 228 | TW     | Repubblica di Cina                               | Meglio noto come Taiwan, nome dell'isola principale che costituisce l'entità statale                                                       |
| 229 | TZ     | Tanzania                                         | |
| 230 | UA     | Ucraina                                          | |
| 231 | UG     | Uganda                                           | |
| 232 | UM     | Isole minori esterne degli Stati Uniti d'America | |
| 233 | US     | Stati Uniti d'America                            | |
| 234 | UY     | Uruguay                                          | |
| 235 | UZ     | Uzbekistan                                       | |
| 236 | VA     | Città del Vaticano                               | |
| 237 | VC     | Saint Vincent e Grenadine                        | |
| 238 | VE     | Venezuela                                        | |
| 239 | VG     | Isole Vergini britanniche                        | |
| 240 | VI     | Isole Vergini Americane                          | |
| 241 | VN     | Vietnam                                          | |
| 242 | VU     | Vanuatu                                          | |
| 243 | WF     | Wallis e Futuna                                  | |
| 244 | WS     | Samoa                                            | ex Samoa Occidentali |
| 245 | YE     | Yemen                                            | |
| 246 | YT     | Mayotte                                          | |
| 247 | ZA     | Sudafrica                                        | |
| 248 | ZM     | Zambia                                           | |
| 249 | ZW     | Zimbabwe                                         | |

### Codici per uso privato
I codici AA, ZZ e i codici compresi tra QM-QZ e XA-XZ possono essere riservati per uso privato per definire suddivisioni territoriali o geografiche a scopo statistico non previste dallo standard ISO. Inoltre, OO è designato come codice di escape.

### Lista dei codici riservati
I codici riservati, sono codici che pur non facendo parte dei codici ISO 3166-1, sono utilizzati in alcune applicazioni in congiunzione ad essi. L'ISO 3166 MA li riserva, in modo che non vengano usati in codici ISO 3166 ufficiali, creando così conflitti tra lo standard e le sue applicazioni. La lista dei codici alpha-2 riservati è la seguente:

#### Riservazioni eccezionali
Le riservazioni eccezionali dei codici alpha-2, sono riservazioni permanenti perché utilizzate per scopi particolari. L'ISO 3166 MA autorizza il loro uso solo per gli scopi particolari per cui sono stati creati. Le riservazioni eccezionali sono:
- AC - Isola di Ascensione – Riservato su richiesta dell'UPU (usato anche come TLD)
- CP - Clipperton – Riservato su richiesta dell'ITU
- DG - Diego Garcia – Riservato su richiesta dell'ITU
- EA - Ceuta e Melilla – Riservato su richiesta del WCO per rappresentare aree esterne ai territori doganali dell'Unione Europea
- EU - Unione europea – originariamente richiesto dall'ISO 4217 MA per fornire un codice nazionale all'euro; successivamente esteso per l'utilizzo nello standard ISO 6166 sistema ISIN; ulteriormente esteso dall'ISO 3166 MA per ogni utilizzo per cui è richiesto il codice EU
- FX - Francia metropolitana – Riservato su richiesta della Francia
- IC - Isole Canarie – Riservato su richiesta del WCO per rappresentare aree esterne ai territori doganali dell'Unione Europea
- SU - Unione Sovietica – Riservato dal 2008
- TA - Tristan da Cunha – Riservato su richiesta dell'UPU
- UK - Regno Unito – Riservato su richiesta del Regno Unito, per impedirne l'utilizzo da parte di altre nazioni (usato anche come TLD)

Anche i seguenti codici erano riservati, fino all'aggiornamento del 29/03/2006 che li ha inclusi nell'elenco degli standard ufficiali:
- GG - Guernsey – Riservato su richiesta dell'UPU; (usato anche come TLD)
- IM - Isola di Man – Riservato su richiesta dell'UPU (usato anche come TLD)
- JE - Isola di Jersey – Riservato su richiesta dell'UPU (usato anche come TLD)

#### Riservazioni transitorie
Una riservazione transitoria si riferisce a un codice precedentemente presente nell'ISO 3166, ma non ancora cancellato. Verrà mantenuto in tale stato per almeno cinque anni, di modo che gli utilizzatori che hanno ancora bisogno del vecchio codice abbiano il tempo per aggiornarsi a quello nuovo. Le riservazioni transitorie sono:
- AN - Antille Olandesi – Riservato da dicembre 2010
- BU - Birmania (Myanmar, MM) – Riservato da dicembre 1989
- CS - Serbia e Montenegro – Riservato da settembre 2006
- NT - Zona neutrale iracheno-saudita – Riservato da luglio 1993
- SF - Finlandia (ora FI) – Riservato da settembre 1995
- TP - Timor Est (ora TL) – Riservato da maggio 2002
- YU - Repubblica Federale di Jugoslavia – Riservato da luglio 2003
- ZR - Zaire (ora Repubblica Democratica del Congo, CD) – Riservato da luglio 1997

#### Riservazioni indeterminate
Le riservazioni indeterminate dei codici alpha-2 sono codici usati per identificare i veicoli in base alle "Convenzioni per il traffico stradale delle Nazioni Unite" vigenti tra il 1949 e il 1968. Questi codici differiscono da quelli usati nell'ISO 3166. L'ISO 3166 MA spera che questi codici vengano rimpiazzati dai codici ISO 3166-1; ma nel frattempo rimangono riservati per evitare conflitti tra l'ISO 3166-1 e le Convenzioni, e per facilitare le transizioni tra i codici delle Convenzioni e i codici ISO 3166-1.
Le riservazioni indeterminate sono:
- DY - Benin 1
- EW - Estonia 1
- FL - Liechtenstein 2
- JA - Giamaica 3
- LF - Fezzan (Libia) 2
- LT - Tripoli (Libia) 2
- ME - Sahara Occidentale 2
- PI - Filippine 3
- RA - Argentina 3
- RB - Bolivia 2, 5
- RB - Botswana 3, 5
- RC - Cina 3
- RH - Haiti 1
- RI - Indonesia 3
- RL - Libano 3
- RM - Madagascar 3
- RN - Niger 4
- RP - Filippine 4
- RU - Burundi 2
- WG - Grenada 1
- WL - Saint Lucia 1
- WV - Saint Vincent e Grenadine 1
- YV - Venezuela 1

Note:
1 Codici notificati al Segretario Generale delle Nazioni Unite in base alle Convenzioni sul traffico del 1949 e/o 1968;

2 Codici in uso per il trasporto su strada, ma non notificati al Segretario Generale delle Nazioni Unite in base alle Convenzioni sul traffico del 1949;

3 Codici sotto le Convenzioni sul traffico del 1949;

4 Codici sotto le Convenzioni sul traffico del 1968;

5 Questo codice è usato per indicare sia la Bolivia che il Botswana.

#### Codici da non usare
In aggiunta, l'ISO 3166 MA ha deciso di non utilizzare i seguenti codici alpha-2 dello standard WIPO ST.3. Comunque queste riservazioni non sono classificate come transitorie, indeterminate o eccezionali, in quanto i codici non si riferiscono a nazioni, dipendenze o altre regioni geografiche:
- AP - Organizzazione Regionale Africana per la Proprietà Industriale
- BX - Uffici del Benelux per i Marchi e il Design
- EF - Unione delle nazioni sotto la Convenzione della Comunità Europea per i Brevetti
- EM - Ufficio europeo dei Marchi
- EP - Organizzazione europea dei brevetti
- EV - Organizzazione Euroasiatica dei Brevetti
- GC - Ufficio Brevetti del Concilio di Cooperazione degli Stati Arabi del Golfo (GCC)
- IB - Ufficio Internazionale del WIPO
- OA - Organizzazione Africana per la Proprietà Intellettuale
- WO - Organizzazione mondiale per la proprietà intellettuale

In aggiunta, lo standard WIPO ST.3 usa EA per l'Organizzazione Eurasiatica dei Brevetti. Comunque l'ISO 3166 MA ha dichiarato che non può garantire la riservazione del codice EA in quanto è già usato a scopi doganali per rappresentare Ceuta e Melilla. L'ISO 3166 MA propose nel 1995 che il WIPO utilizzasse il codice EV, la richiesta non è stata onorata dal WIPO.

## Codici obsoleti ritirati
- AI – Somalia francese (Territorio francese degli Afar e degli Issa) (AI è stato riassegnato a Anguilla)
- BQ – Territorio antartico britannico
- CS – Cecoslovacchia (CS era stato riassegnato a Serbia e Montenegro fino alla sua divisione nel 2006)
- CT – Isole Canton ed Enderbury
- DD – Repubblica Democratica Tedesca (Germania Est)
- DY – Dahomey (oggi Benin)
- FQ – Terre australi e antartiche francesi
- GE – Isole Gilbert ed Ellice (GE è stato riassegnato a Georgia)
- HV – Alto Volta (oggi Burkina Faso)
- JT – Atollo Johnston
- MI – Atollo di Midway
- NH – Condominio delle Nuove Ebridi
- NQ – Terra della Regina Maud (Queen Maud Land)
- PC – Territorio fiduciario delle Isole del Pacifico
- PU – Isole del Pacifico varie degli Stati Uniti d'America
- PZ – Zona del Canale di Panama
- RH – Rhodesia Meridionale
- SK – Sikkim (SK è stato riassegnato a Slovacchia)
- VD – Vietnam del Nord (Rep. Democratica del Vietnam del Nord)
- WK – Isola di Wake
- YD – Repubblica Democratica Popolare dello Yemen (Yemen del Sud)